# Ljubo Dražnik
Ljubo Dražnik, slovenski častnik in veteran vojne za Slovenijo, * 1950.

## Vojaška kariera
Kot poveljnik 73. OŠTO (Ljutomer) je poveljeval teritorialcem, ki so skupaj s miličniki (katerim je poveljeval Jože Makoter) zaustavili oklepno kolono JLA (iz sestave 32. mehanizirane brigade, katera je imela nalogo prodreti iz Varaždina preko Ljutomerja v Gornjo Radgono) pri Cvenu, tako da ni mogla prodreti v Ljutomer.
Po vojni je ostal v Slovenski vojski in bil:
- poveljnik 670. logistične baze SV (?–?)
- poveljnik 82. brigade SV (2000)
- poveljnik vojašnice Celje (23. april 2001–)
- poveljnik vojaške vaje Perun 2002 (marec 2002)
- Vojaški ataše v Budimpešti (od leta 2004)

Leta 1982 je diplomiral iz obramboslovja in leta 2003 je pod mentorstvom Ljubice Jelušič opravil še specializacijo iz istega področja.

## Odlikovanja
- bronasta medalja Slovenske vojske: 11. maj 1998
- srebrna medalja Slovenske vojske: 14. maj 2001